# 锡山大桥
31°34′47″N 120°16′34″E / 31.57979°N 120.27606°E

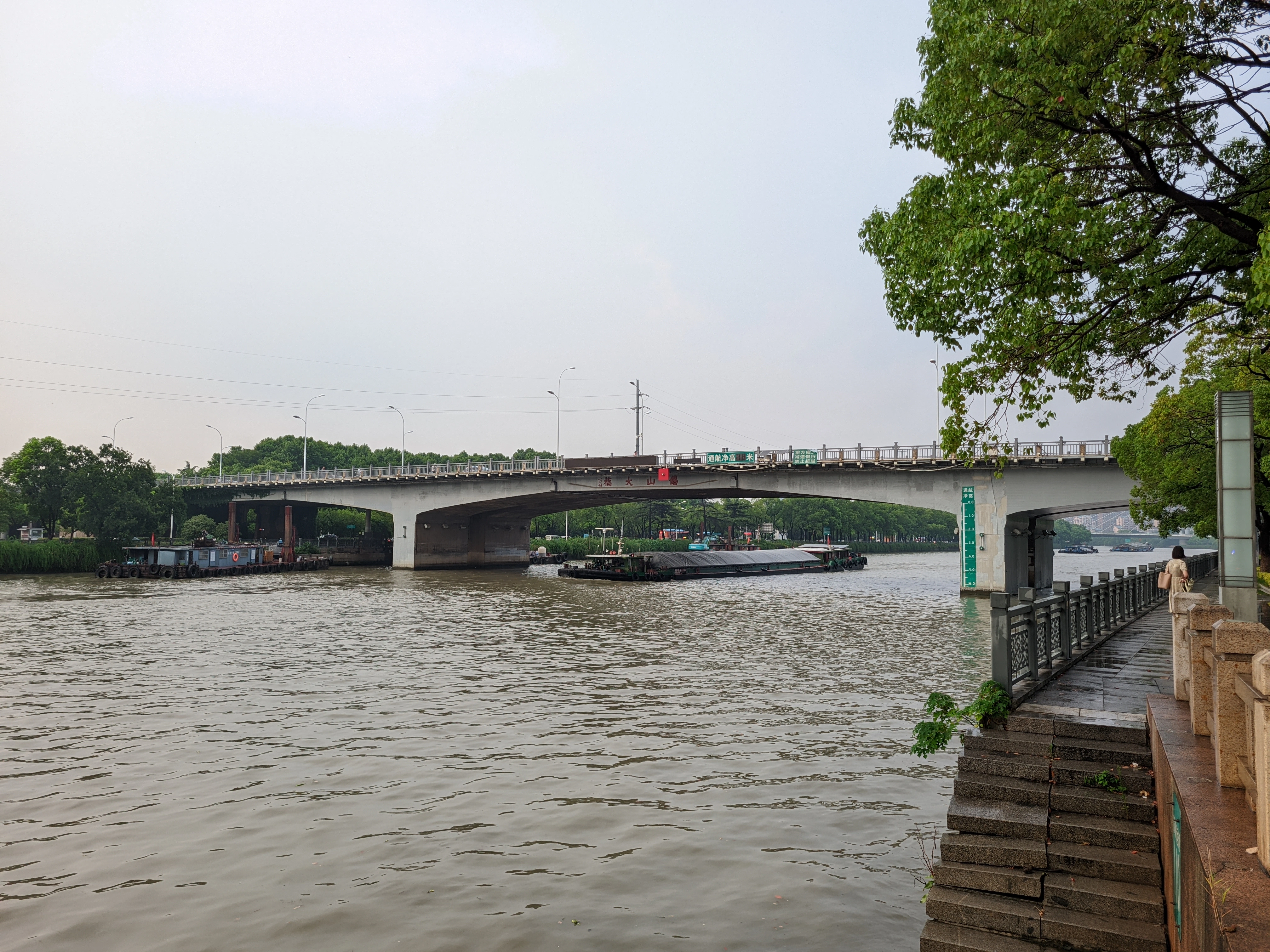
锡山大桥

锡山大桥，是位于中华人民共和国江苏省无锡市梁溪区的一座大桥，跨京杭大运河。

## 特点
锡山大桥长221.2米，高14.2米。1958年，无锡市人民政府规划新建锡山大桥，但由于恰逢三年自然灾害时期，新运河与建桥计划停顿。1973年，京杭大运河新运河段重新开挖，1979年锡山大桥规划获得江苏省计划委员会批准，1980年3月开始筹备。工程由无锡市大桥建设指挥部组织，江苏省交通厅公路工程处施工。7月6日开工，1981年12月竣工，次年元旦通车。连接人民西路与古华山路之间的通道，桥东侧为无锡市第一中学、西侧为锡山。